# Bradley Barcola
Bradley Barcola (* 2. září 2002, Villeurbanne) je francouzský profesionální fotbalista, který hraje jako útočník nebo křídlo za Paris Saint-Germain a za národní tým Francie, za kterou odehrál sedm zápasů a vstřelil gól.
Před přestupem hrál za Olympique Lyon.

## Klubová kariéra

### Olympique Lyon
Za B-tým Lyonu debutoval v National 2, v sezóně 2020/2021.
V sezóně 2021/2022 byl povolán Peterem Boszem do A-týmu. 4. listopadu 2021 poprvé debutoval v profesionálním zápase, v 81. minutě zápasu Evropské ligy UEFA proti Spartě Praha nahradil Rayana Cherkiho.
V zápase asistoval Karlu Toko Ekambimu a dopomohl k vítězství.
V roce 2021 podepsal s klubem profesionální smlouvu do roku 2024.
V roce 2023 měl jít na hostování do FC St. Gallen, ale k tomu již nedošlo, jelikož Toko Ekambi z klubu odešel a Alexandre Lacazette se zranil.
2. dubna 2023 vstřelil gól, který dopomohl k vítězství nad Paris Saint-Germain FC stavem 1:0.
Na konci sezóny se stal druhým nejlepším střelcem po Lacazettem.

### Paris Saint-Germain
31. srpna 2023 Barcola přestoupil do Paris Saint-Germain za 45 000 000 eur, podepsal pětiletou smlouvu. 24. září 2023 debutoval proti Olympique Marseille.
29. října získal první asistenci a 9. prosince poprvé skóroval.
14. února 2024 vstřelil Barcola gól v Lige mistrů UEFA a pomohl k vítězství 2:0 nad Realem Sociedad.

#### Sezóna 2024/2025
16. srpna 2024 vstřelil Barcola svůj první gól v sezóně.

## Mezinárodní kariéra
V lednu 2020 byl povolán do reprezentace U18, kde odehrál dva zápasy. 
16. května 2024 dostal pozvánku na Mistrovství Evropy ve fotbale 2024. 5. června 2024 debutoval za seniorskou reprezentaci, když v 81. minutě přátelského zápasu proti Lucembursku střídal Marcuse Thurama.
25. června 2024 debutoval na Mistrovství Evropy 2024 proti Polsku (remíza 1:1). Odehrál tské 15 minut čtvrtfinále proti Portugalsku (remíza 0:0, Francie vyhrála na penalty) a 30 minut semifinále proti Španělsku (prohra 1:2). Francie na turnaji získala s Nizozemskem 3. místo.
6. září 2024 skóroval v Lize národů proti Itálii, potřeboval na to 12 sekund, což byl nejrychlejší gól Francie za posledních 90 let.
V Lize národů vstřelil další gól i v utkání s Izraelem.